# Aleks Scholz

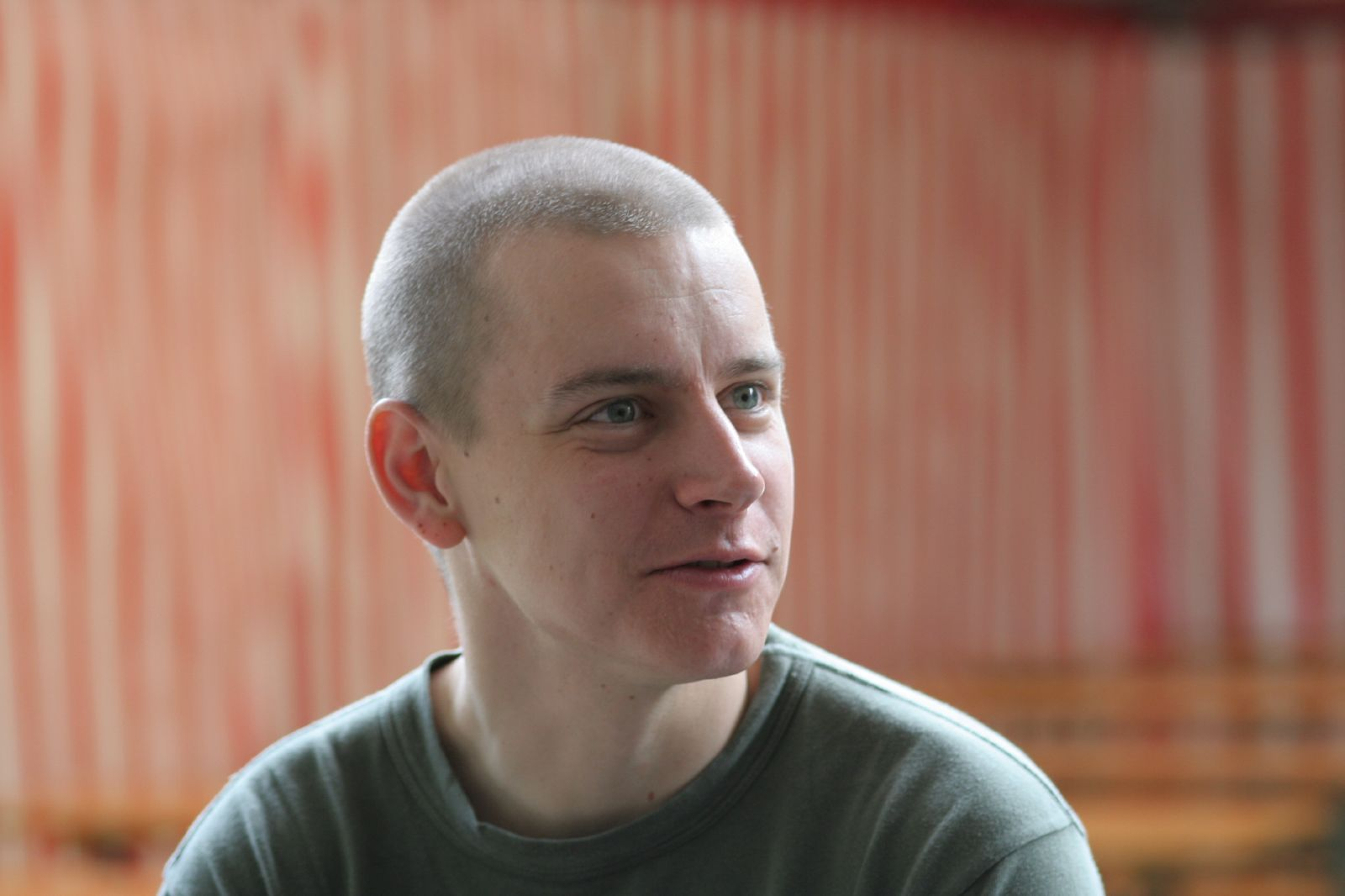
Aleks Scholz

Aleks Scholz (* 1975 in Gera) ist ein deutscher Astronom und Autor.

## Leben
Aleks Scholz promovierte in Astronomie mit dem Forschungsschwerpunkt Entstehung und Aufbau von Sternen und Planeten. Nach Forschungsaufenthalten in Kanada (University of Toronto), Schottland (University of St. Andrews) und Irland (Dublin Institute for Advanced Studies) arbeitet er seit 2013 als Observatory Director an der University of St. Andrews in Schottland. Er ist Gründer des WETI-Instituts. Als Autor schrieb Scholz für die Zeitungen Der Standard, taz, Süddeutsche Zeitung, Spiegel Online und Zeit. Darüber hinaus gehört er zum Kreis des Netzwerks Zentrale Intelligenz Agentur (ZIA) und war Redakteur des Weblogs Riesenmaschine. Scholz gewann 2010 auf den 34. Tagen der deutschsprachigen Literatur mit seinem Text Google Earth den Ernst-Willner-Preis.

## Veröffentlichungen (Auswahl)
- Die Rotation sehr massearmer Objekte. Universität Jena, 2004 (db-thueringen.de – Dissertation).
- Holm Friebe, Sascha Lobo, Kathrin Passig, Aleks Scholz (Hrsg.): Riesenmaschine – Das Beste aus dem brandneuen Universum. Heyne 2007, ISBN 978-3453610019
- Mit Beate Stelzer, Ray Jayawardhana: Emission Line Variability of the Accreting Young Brown Dwarf 2MASSW J1207334-393254: From Hours to Years, 2007, The Astrophysical Journal, Volume 671, Issue 1 online
- Kathrin Passig, Aleks Scholz: Lexikon des Unwissens. Rowohlt, Reinbek 2007, ISBN 978-3-87134-569-2.
- Kathrin Passig, Aleks Scholz: Verirren. Eine Anleitung für Anfänger und Fortgeschrittene. Rowohlt, Berlin 2010, ISBN 978-3-87134-640-8
- Aleks Scholz: Lug, Ton und Kip. Die Erforschung der Wicklows. CulturBooks, Hamburg 2013, ISBN 978-3-944818-18-4
- Aleks Scholz: Flughafenwandern - Band 1: Europa und Nordamerika. CulturBooks, Hamburg 2016, ISBN 978-3-959880-42-8
- mit Kathrin Passig: Handbuch für Zeitreisende. Von den Dinosauriern bis zum Fall der Mauer. Rowohlt Berlin 2020, ISBN 978-3-7371-0085-4
- Aleks Scholz: Badetagebuch. SUKULTUR, Berlin 2022, ISBN 978-3-95566-135-9